# ريكو آبرو
ريكو آبرو (بالإنجليزية: Rico Abreu)‏ هو سائق سباق أمريكي، ولد في 30 يناير 1992 في سانت هيلينا في الولايات المتحدة.

## وصلات خارجية
- ريكو آبرو على موقع IMDb (الإنجليزية)

- الموقع الرسمي
- ريكو آبرو على موقع Racing-Reference.info (الإنجليزية)